# Sylvie Rimbert
Sylvie Rimbert, née en 1927, est une géographe et cartographe française connue pour avoir diffusé et vulgarisé en France les méthodologies et outils de la cartographie, et notamment de la télédétection. 
Elle est également pionnière des usages des outils informatiques en géographie, participant aux premières expériences de cartographie automatisée.

## Biographie
Sylvie Rimbert est diplômée de l’école supérieure de cartographie de Paris en 1949, et soutient une thèse de doctorat de 3e cycle en 1963 puis un doctorat d’État en 1972 à l'université Strasbourg I. Elle est recrutée en 1973 comme chargée de recherche CNRS à l'université de Strasbourg. Avec Colette Cauvin et Henri Reymond, elle contribue à faire de Strasbourg un lieu de recherches originales en géographie quantitative et en cartographie dans un contexte où Paris est la référence.
Elle travaille également comme géographe au Ministère des affaires étrangères et comme cartographe au journal Le Monde.
Elle est désormais directrice de recherche honoraire.

## Travaux
Sylvie Rimbert est spécialiste de la méthodologie cartographique et de la géographie du comportement. Ses travaux contribuent à introduire les méthodes de télédétection spatiale en France, notamment sur les villes et le paysage urbain. Son ouvrage Les paysages urbains (1973) est remarqué (entre autres) par Paul Claval, Roger Brunet ou Pierre George, qui soulignent le fait qu'il « apporte une contribution nouvelle à l'image et la perception de la ville ». 
Pionnière des usages des outils informatiques en géographie, Sylvie Rimbert participe aux premières expériences de cartographie automatisée, notamment via le logiciel Symap. 
En 1978, elle fonde avec l’anglais Robert Bennett et l’allemand André Kilchenmann le groupe organisant les colloques européens de géographie théorique et quantitative.

## Fonctions
Sylvie Rimbert est présidente en 2007 du Comité de cartographie (Paris), et présidente de la Commission de géographie théorique de l’Association Cartographique Internationale.

## Principales publications

### Ouvrages
- Marie-France Cicéri, Bernard Marchand et Sylvie Rimbert [préface de Denise Pumain], Introduction à l'analyse de l'espace, Paris, Armand Colin, 2012 (1re éd. 1977, Ed Masson)
- Sylvie Rimbert [préface d'Abraham Moles], Carto-graphies, Paris, Hermès, 1990[7]
- Colette Cauvin et Sylvie Rimbert, La lecture numérique des cartes thématiques, Éditions universitaires de Fribourg, 1976 (ISBN 2-8271-0109-2 et 978-2-8271-0109-2, OCLC 3391493, lire en ligne)
- Sylvie Rimbert, Les paysages urbains, Paris, A. Colin, 1973, 240 p.
- Sylvie Rimbert, Carte et graphiques : Initiation à la cartographie, Paris, Sedes, 1964

### Articles
- Sylvie Rimbert, « Des bruits qui brouillent les cartes : les insuffisances de la lecture visuelle des cartes thématiques », L'espace géographique, vol. 2, no 4,‎ 1973, p. 313-316
- Sylvie Rimbert, « Aperçu sur la géographie théorique : une philosophie, des méthodes, des techniques », L'espace géographique, vol. 2,‎ 1972, p. 101-106
- Sylvie Rimbert, « L’Atlas 1984 : cinq kilos de papier ou cinq cents grammes de disquettes ? », Cahiers de l’Institut de Géographie de Fribourg, UKPIK, vol. 2,‎ 1984